# Трирвајлер
Трирвајлер (њем. Trierweiler) општина је у њемачкој савезној држави Рајна-Палатинат. Једно је од 103 општинска средишта округа Трир-Сарбург. Према процјени из 2010. у општини је живјело 3.530 становника. Посједује регионалну шифру (AGS) 7235137.

## Географски и демографски подаци
Трирвајлер се налази у савезној држави Рајна-Палатинат у округу Трир-Сарбург. Општина се налази на надморској висини од 290 метара. Површина општине износи 18,4 km². У самом мјесту је, према процјени из 2010. године, живјело 3.530 становника. Просјечна густина становништва износи 192 становника/km².